# Criança de Detmold

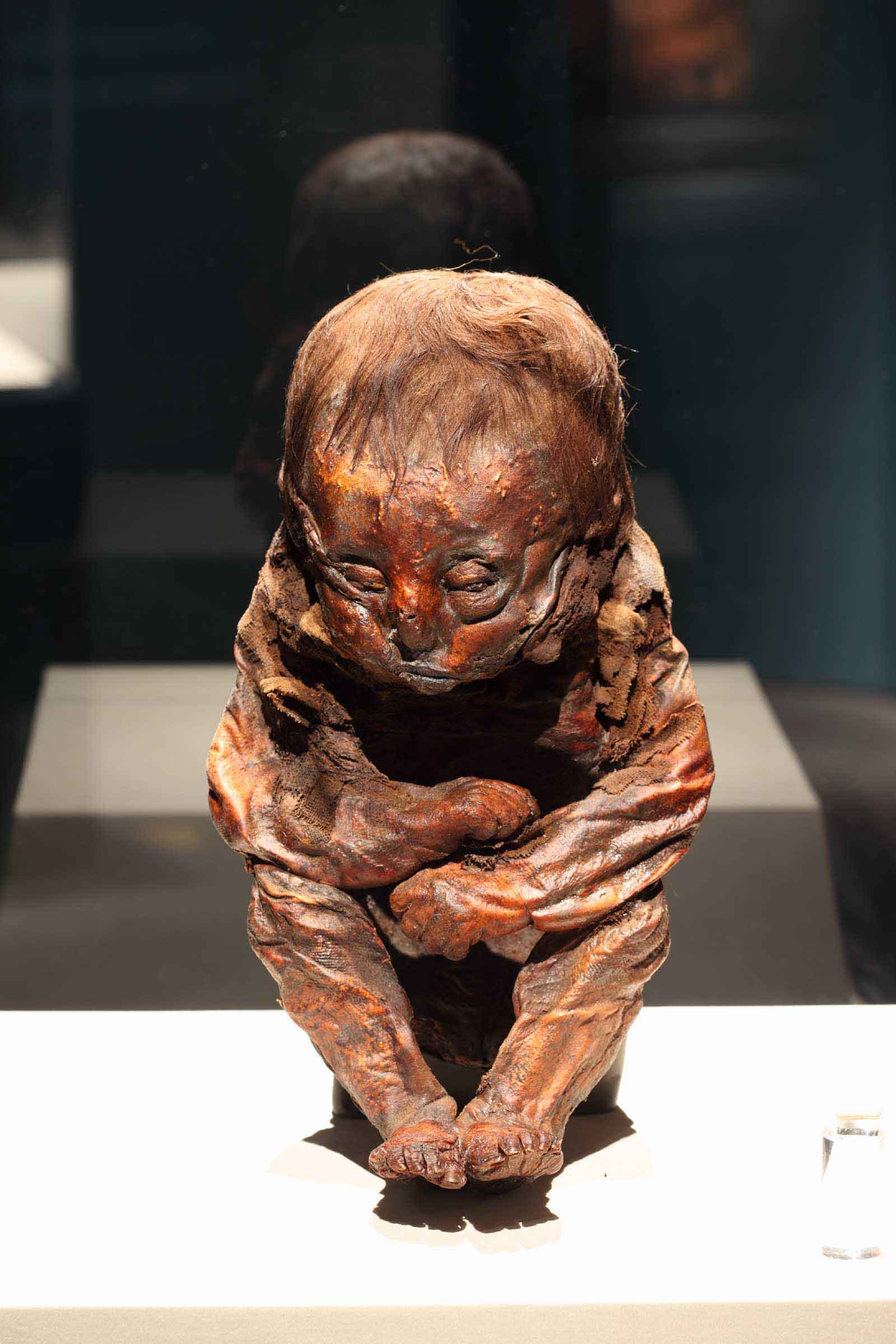
Criança de Detmold na Exposição Múmias do Mundo

Criança de Detmold é o nome de uma múmia encontrada no Peru. O cadáver foi identificado como tendo cerca de 6.500 anos, tornando-o uma das múmias preservadas mais antigas já encontradas. Foi batizada de The Detmold Child por seus proprietários, Lippisches Landesmuseum, em Detmold, na Renânia do Norte-Vestfália, Alemanha.

## História
Originalmente, a múmia era propriedade do Museu Völkerkundliches (Museu Etnológico) da cidade de Witzenhausen. Depois que um princípio de mofo foi reconhecido na múmia, ela foi doada ao Lippisches Landesmuseum (Lippe State Museum) Detmold em 1987, onde foi conservada profissionalmente. Em 2010, a múmia foi examinada no contexto do Projeto Múmia Alemã e a importância histórico-cultural deste objeto foi percebida.

## Características físicas
Funcionários do Museu do Estado de Lippe em Detmold, Alemanha, revelaram que a criança de Detmold morreu com oito a nove meses de idade após sofrer de uma rara malformação cardíaca congênita conhecida principalmente como síndrome do coração esquerdo hipoplásico (SHCE), uma condição com partes do lado esquerdo do coração não se desenvolve completamente. A síndrome combinada com a pneumonia contraída levou à morte do bebê. Descobriu-se também que a criança tinha deficiência de vitamina D e também tinha um crânio anormal de formato cônico. O corpo foi coberto por linho e enterrado com um amuleto pendurado em seu pescoço que uma tomografia computadorizada revelou.
A criança de Detmold estava em exposição no California Science Center em Los Angeles, Califórnia, junto com 45 outras múmias e 95 vários artefatos. 